# Седморацкий, Александр Карлович
Александр (Алексей) Карлович Седморацкий (? — 1807) — генерал-майор (11.8.1798) Русской императорской армии.

## Биография
Участник русско-шведской войны (1789—1790).
С 11 августа 1798 по 13 мая 1799 года — шеф мушкетёрского (Ряжского) полка, с 13 мая 1799 по 14 апреля 1807 года — шеф Белозерского мушкетёрского полка.
Участвовал в голландской экспедиции (1799): в составе эскадры контр-адмирала П. В. Чичагова, вышедшей из Ревеля 29 июля, высадился в Эльсиноре 20 августа. В битве у Бергена 8 (19) сентября 1799 года возглавлял колонну пехоты и конницы и совместными действиями с частями Бьюррарда вынудил французов и голландцев отступить от деревень Схорл и Схорлдам до Коэдейка; удостоен ордена. Храбрость мушкетёров под командованием А. К. Седморацкого отмечал герцог Йоркский в письме графу Воронцову в январе 1800 года.
Участник кампании 1806—1807 годов. Начальник 6-й дивизии в армии Л. Л. Беннигсена; в 1806 дивизия дислоцировалась в Праге близ Варшавы. 5 ноября 1805 во главе 9 рот занял Ратцебург.
В 1807 году его дивизия (Виленский, Низовский, Ревельский, Волынский мушкетёрские полки, Екатеринославский кирасирский и Киевский драгунский полки, казачий Попова полк) входила в корпус генерала Эссена и находилась в Гонёндзе в качестве связующего звена между основными силами и Эссеном, охраняла тылы (1100 человек в Бяле, 650 человек между Белостоком и Гродно) и склады в Тыкоцине (360 человек). В феврале 1807 дивизия А. К. Седморацкого не участвовала в бою при Остроленке, будучи отозванной Л. Л. Беннигсеном в своё распоряжение. 16 февраля 6-я дивизия получила приказ соединиться с основными силами и выступила на Ангербург — Гердауэн, 20 февраля достигла Гердауэна, 22 февраля — Шиппенбайля и 23 февраля в Хайльсберге соединилась с силами Лестока и Остермана-Толстого.
14 апреля 1807 исключён из списков Белозерского мушкетёрского полка умершим. Похоронен на дороге между Хайльсбергом и Лаунау вместе с другими погибшими русскими генералами — Р. К. Анрепом, С. А. Кожиным и Л. Л. Варнеком.

## Награды
- Орден Святой Анны 1 степени (28.9.1799)
- командор ордена Св. Иоанна Иерусалимского (21.10.1799; с 1000 руб. ежегодного дохода) — за храбрость и отличные подвиги … в сражении при Алкмаре[16]

## Адреса вПетербурге
- Петербургская сторона, на углу Бармалеева переулка[17]